# Bungeishunjū
 (24 juillet 2024).
Bungeishunjū Ltd. (株式会社文藝春秋, Kabushiki-gaisha Bungeishunjū), fondée en janvier 1923 par l'écrivain Kan Kikuchi, est une maison d'édition japonaise connue pour son grand magazine mensuel Bungeishunjū. Elle décerne le prix Akutagawa, l'un des prix littéraires les plus prestigieux au Japon, ainsi que le prix Naoki pour romanciers populaires. Elle attribue également le prix Bungeishunjū du manga dans les domaines de l'illustration et du manga. Son siège social se trouve dans l'arrondissement de Chiyoda, Tokyo.
La maison publie Bungakukai (文學界), l'hebdomadaire Bunshun (週刊文春) et le magazine sportif Number, qui traitent respectivement de littérature, de politique, de sports et de journalisme. Le Bunshun en particulier, en est venu à être connu pour des litiges impliquant des questions de liberté de parole, des violations de la vie privée alléguées et de diffamation, dans le cas de Mitsuo Kagawa par exemple.

## Liste de magazines
Les magazines publiés par Bungeishunjū comprennent :
- Bungeishunjū (文藝春秋?) (mensuel)
- All Yomimono (オール讀物, Ōru Yomimono?) (mensuel)
- Shūkan Bunshun (週刊文春?) (hebdomadaire)
- Bungakukai (文學界?) (revue littéraire mensuelle)
- Crea (クレア?) (women's quality)
- Shokun (諸君!?) (op-ed magazine)
- Title (タイトル?)
- Number (ナンバー?)
- Betsugo Bungeishunjū (別册文藝春秋?)

## Contributeurs et éditeurs
- Shimpei Ikejima (池島新平?)
- Kengo Tanaka (田中健五?)
- Kazutoshi Handō (半藤一利?)
- Kazuyoshi Hanada (花田紀凱?)
- Masahiko Katsuya (勝谷誠彦?)
- Takashi Tachibana (立花隆?)
- Yoko Kirishima (桐島洋子?)
- Kazunori Nakagawa (中川一徳?)